# Vechea (okręg Kluż)
Vechea (węg. Bodonkút) – wieś w Rumunii, w okręgu Kluż, w gminie Chinteni. W 2011 roku liczyła 433 mieszkańców.